# 米羅柳比夫卡 (文尼察州)
48°15′31″N 28°50′19″E / 48.25861°N 28.83861°E

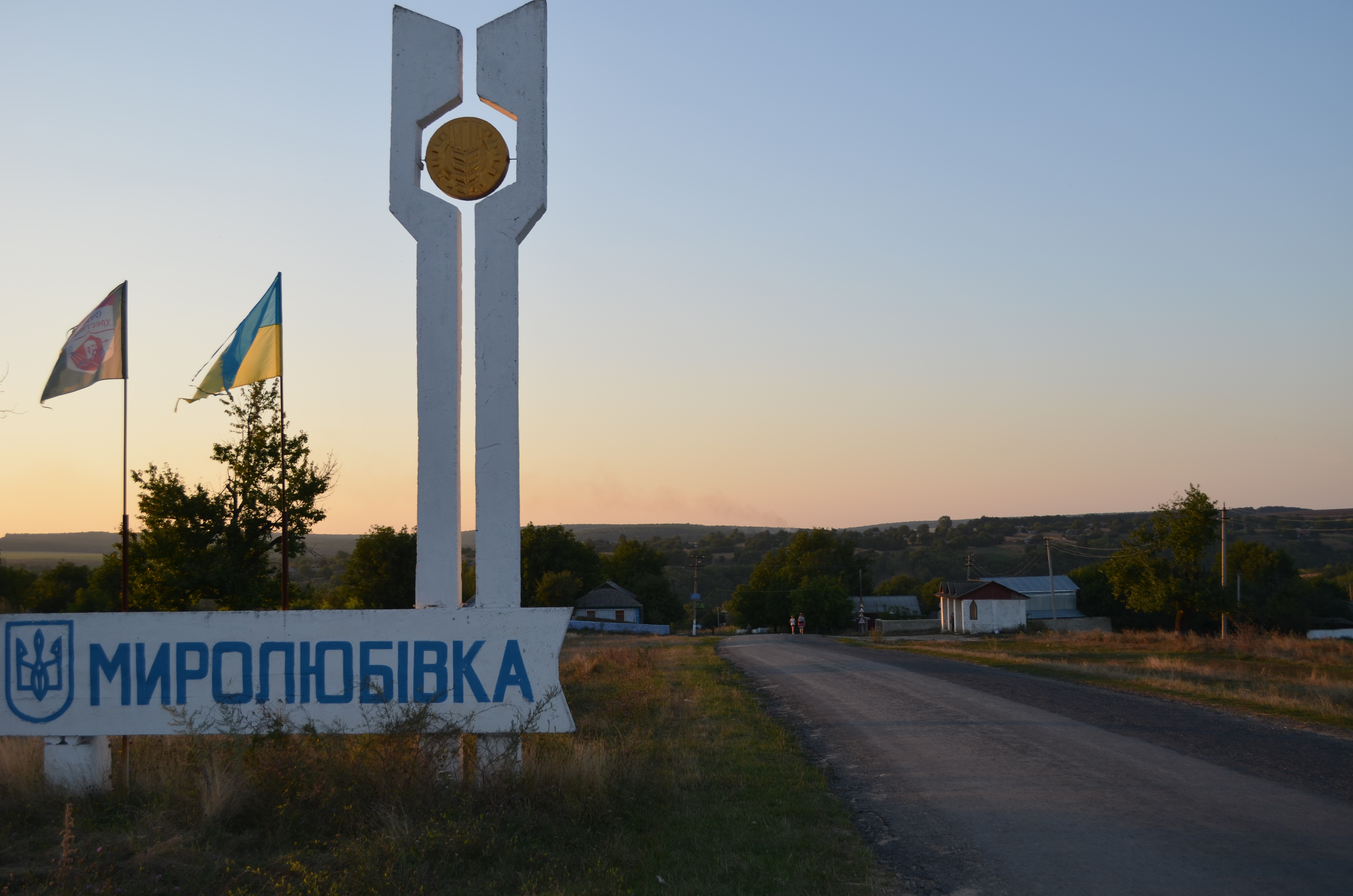

米羅柳比夫卡（烏克蘭語：Миролюбівка）是位於烏克蘭西南部文尼察州圖利欽區的村莊，處於卡緬卡河畔，始建於1402年，面積2.07平方公里，海拔高度192米，2001年人口1,402。